# Cecilie Greve
Cecilie Greve (* 19. Januar 1992 in Holbæk, Dänemark) ist eine dänische Handballspielerin, die für den dänischen Erstligisten Nykøbing Falster Håndboldklub aufläuft.

## Karriere

### Im Verein
Greve begann das Handballspielen beim dänischen Verein Quick 70 und spielte später bei HK Lammefjorden. Im Sommer 2009 schloss sich die Torhüterin dem Verein Roskilde Håndbold an, bei dem sie für die U-18-Mannschaft auflief und in der Zweitligamannschaft mittrainierte. Im Dezember desselben Jahres kehrte sie zum HK Lammefjorden zurück.
Greve stand ab der Saison 2010/11 beim dänischen Erstligisten HC Odense unter Vertrag, für den sie fünf Jahre aktiv war. Daraufhin wechselte sie zum Ligakonkurrenten Randers HK. Mit Randers gewann sie 2016 den dänischen Pokal. Beim 27:21-Finalsieg gegen FC Midtjylland Håndbold parierte Greve 47 % der gegnerischen Würfe. Seit dem Sommer 2017 hütet sie das Tor des dänischen Erstligisten Nykøbing Falster Håndboldklub. Mit Nykøbing Falster Håndboldklub feierte sie 2018 ihren zweiten Pokalerfolg. Die Saison 2020/21 setzte sie aufgrund ihrer Schwangerschaft aus. In der Saison 2022/23 stand sie mit Nykøbing Falster Håndboldklub im Finale der EHF European League. Im Mai 2024 gab Greve, die kurz zuvor dänische Vizemeisterin wurde, ihre zweite Schwangerschaft bekannt. Im März 2025 kehrte sie aus dem Mutterschaftsurlaub zurück.

### In Auswahlmannschaften
Greve stand 46-mal im Tor der dänischen Jugendnationalmannschaft sowie 28-mal im Tor der dänischen Juniorinnennationalmannschaft. Mit diesen Auswahlmannschaften gewann sie die Goldmedaille bei der U-17-Europameisterschaft 2009, die Bronzemedaille beim Europäischen Olympischen Sommer-Jugendfestival 2009 sowie die Goldmedaille bei der U-19-Europameisterschaft 2011. Am 5. Oktober 2012 gab sie beim Vier-Nationen-Turnier in Aarhus ihr Länderspieldebüt für die dänische A-Nationalmannschaft. Mit Dänemark belegte sie den dritten Platz bei der Weltmeisterschaft 2013.